# بدرود دنیای ظالم
بدرود دنیای ظالم (به انگلیسی: Goodbye Cruel World) ترانه‌ای از آلبوم ۱۹۷۹ گروه موسیقی پراگرسیو راک پینک فلوید با نام دیوار است.

## درباره آهنگ
آهنگ دارای ملودی آرام است.مشابه ریف بیس در این آهنگ در ترانه‌های اولیه پینک فلوید مانند «مراقب تبر باش، یوجین» و «نواختن امیلی را ببین» نیز شنیده می‌شود.آهنگ در تمام اجراهای زنده از دیوار (شامل تورهای پینک فلوید و واترز) در پایان قسمت اول نمایش اجرا می‌شد.

## داستان و مفهوم
از عنوان و متن آهنگ ممکن است برداشت شود که پینک می‌خواهد خودکشی کند، اما در واقع به نظر می‌رسد او خود را گم کرده باشد. او پس از تکمیل دیوارش در آهنگ قبل (خشتی دیگر در دیوار (بخش سوم)) به انزوا و تنهایی پناه برده و می‌گوید:
چیزی نمی‌توانید بگویید تا نظرم را عوض کند.
و با این جمله، پینک آخرین روزنه‌های دیوار را هم می‌پوشاند و ارتباط خود را با جهان خارج کاملا قطع می‌کند.

## سازندگان و نوازندگان
- راجر واترز - خواننده و،گیتار بیس
- ریچارد رایت - سینث‌سایزر